# Jaume Huguet García
Jaume Huguet García (Moncada y Reixach, Barcelona, España, 27 de agosto de 1959) es un exfutbolista español que se desempeñaba como portero.

## Trayectoria
Disputó diversas temporadas en el F. C. Barcelona en la temporada 1979-1980 bajo las órdenes del entrenador Joaquim Rifé.
En 1984, es fichado por el Calvo Sotelo.
En 1985, ficha por el Logroñés donde permanece hasta 1989. Con este club consigue el ascenso a la primera división en 1987.
En 1989, Huguet ficha por el Sabadell donde se retira en 1991 después de ser valorado como uno de los mejores porteros del país.

## Clubes
| Club                                  | País   | Año       |
| ------------------------------------- | ------ | --------- |
| FC Barcelona                          | España | 1979-1980 |
| FC Barcelona B                        | España | 1983-1984 |
| Calvo Sotelo                          | España | 1984-1985 |
| Club Deportivo Logroñes               | España | 1985-1989 |
| Centre d'Esports Sabadell Futbol Club | España | 1989-1991 |